# Monumento nazionale (Zambia)
Elenco dei monumenti nazionali e di altri luoghi storici dello Zambia.

## National Heritage Conservation Commission
L'organismo competente che cataloga e protegge i monumenti e i luoghi storici nello Zambia, è il National Heritage Conservation Commission (NHCC), con sede a Livingstone. Secondo ICOMOS, il NHCC profila il rapporto che non è ampiamente disponibile, che elenca oltre 3000 luoghi di eredità storica nello Zambia, includendo:
- costruzioni architettoniche storiche (oltre 384 luoghi)
- luoghi storici (oltre 180 luoghi)
- luoghi antropologici (oltre 189 luoghi)
- ingegneria delle strutture industriali (oltre 62 luoghi)
- luoghi archeologici (oltre 2000 luoghi)
- luoghi geomorfologici, luoghi, paleontologico geofisici, ecologia ed altri luoghi.

Tuttavia, soltanto circa 15% della zona della terra del paese è esaminato adeguatamente per l'eredità culturale, e data una scarsità dei fondi monetari, la maggior parte dei luoghi elencati non è conosciuto.
Secondo la National Heritage Conservation Commission, legge del 1989, parte 23, i luoghi di eredità storica possono essere dichiarati monumento nazionale dal ministro e da quel momento in poi essere protetti da particolari leggi. Sono elencati qui sotto, raggruppati sotto le varie intestazioni per facilità di riferimento (queste non sono intestazioni usate nella legge)

## Monumenti nazionali dichiarati dall'NHCC

### Monumenti preistorici
- Azienda agricola delle Incisioni sulla Roccia dell'Ayrshire - Lusaka.
- Caverna Chifubwa Stream a 6.4 km da Solwezi. 12°11′S 26°24′E
- Gwisho Hot Springs, Lochinvar National Park - Monze, resti di scheletri umani dell'età di pietra da circa 4.000 anni fa. 15°40′S 27°15′E
- Ing-ombe Ilede - Lusitu, è un luogo archeologico vicino alla città di Siavonga. 16°11′S 28°19′E
- Kalemba Rock Shelter - Distretto di Chadiza, con molte pitture sulla roccia. 14°07′S 32°30′E
- Monte Kalundu - Kalomo, luogo di un villaggio del IX secolo fino al XII secolo.
- Kasamba Stream Grinding Grooves - Samfya, Luogo dell'età del ferro a 1,6 chilometro a Sud di boma dove le asce e gli strumenti di ferro sono stati affilati. 11°20′S 29°33′E
- Pittura sulla Roccia di Kundabwika - vicino a Kundabwika Falls, 96 chilometri a Nord-Ovest di Mporokoso. 9°13′S 29°19′E
- Caverna Leopard's Hill - Distretto di Lusaka.
- Libala Limestone - Lusaka, vicino alla Scuola Primaria di Lusaka lungo la strada di Chilimbulu.
- Makwe Rock Shelter - Katete, Luogo dell'età della pietra che ha reso molti oggetti, (vecchi di 6000 anni) a 3,2 chilometri a Sud della Scuola di Kondwelani. 14°24′S 31°56′E
- Luogo Maramba Quarry - Livingstone, primo luogo del Middle Pleistocene Hope Fountain Culture, in Sudafrica, nel lato nord della città.
- Mkomo Rock Shelter - Riparo e pitture della roccia dell'età del ferro, a 64 km a Est di Chipata. 13°54′S 32°12′E
- Caverne di Mumbwa - nel Central Province queste caverne contengono i luoghi della sepoltura e la prova della fusione del ferro e sono il luogo del Kaonde people's Musaka Jikubi Ceremony. 14°59′S 27°02′E
- Munwa Stream Rock Engravings - nel Distretto di Mwense. 20°29′S 28°40′E
- Mwela Rock Paintings - Kasama, a nord della strada di Kasama-Isoka, a 4,8 km dal centro. 10°10′S 31°13′E
- Nachikufu Cave - Distretto di Mpika, Caverna con delle pitture sulla roccia di 18.000 anni fa. 12°15′S 31°10′E
- Nachitalo Hill - Distretto di Mkushi, arte rock a 55 chilometri a Sud di Ndola vicino alla missione di Msofu. 13°32′S 28°59′E
- Nsalu Cave & Rock Painting - Distretto di Serenje, pitture sulla roccia di 12.000 anni fa, a 30 km a Nord di Kanona. 12°40′S 30°45′E
- Nyambwezu Rock Shelter - Distretto di Mwinilunga, a Nyambwezu Falls, con le pitture simili alla Chifubwa Stream Cave, vecchie probabilmente di circa 3.000 anni fa. 12°00′S 25°10′E
- Rocklands Farm Rock Paintings - a 16 km a Sud-Est di Chipata, due gruppi di pitture sulla roccia dal lato Ovest di Katotola Kopje.
- Sebanzi Hill, Lochinvar National Park - Monze, a 2,7 km a Sud-Ovest della Casa Ranch, il luogo del grande villaggio dell'età del ferro, occupato apparentemente dagli antenati della tribù dei Tonga, circa nel 1100 a.C.
- Sutherland's Farm Site - Livingstone, include due terrazzi sul fiume di Maramba, il più basso, contiene un luogo addetto a negozio e della sede del Great Handaxe Culture.
- Thandwe Rock Shelter - Distretto di Chipata, pitture sulla roccia. 13°49′S 32°28′E
- Luogo Archeologico di Twickenham Road - Twickenham Road, Olympia Park, Lusaka.
- Twin Rivers Kopje - a 24 km a Sud-Ovest di Lusaka.
- Luogo Archeologico di Victoria Falls Trust Area -  Livingstone, a 5.6 km ad ovest della città nel lato Nord della strada di Sesheke, luoghi dell'età della pietra che determinano la sequenza culturale dell'età della pietra nella valle superiore di Zambezi.
- Zawi Hill Rock Paintings - a 32 km a Nord di Chipata vicino al villaggio di Kamukwe.

### Monumenti dall'era coloniale
- Casa dell'Amministratore - Kalomo, capitale della Rhodesia Nord-Ovest, fino al 1911.
- Hotel del Castello - Lundazi, costruito nel 1956.
- Livingstone Memorial - Distretto di Mpika, costruito nel 1902 per ricordare il luogo dove David Livingstone è morto nel 1873.
- Fort Elwes — forte con le pareti di pietra sul Congo Pedicle a Nord di Mkushi.
- Fort Monze —  del 1890, stazione della polizia coloniale, a 12 km a Sud-Ovest di Monze.
- Fort Young a 21 km Sud-Est di Chipata sulla strada di Nsadzu-Mpezeni. 13°50′S 32°40′E
- Accampamento Fortificato Mpongwe - Mpongwe, consiste in una banca, rinforzata e con doppia fossa costruita durante il periodo dell'assalto, nella zona vicino alla gente di Lima, probabilmente circa 1870. 13°31′S 28°09′E
- Chiesa Niamkolo - Mpulungu, la più vecchia costruzione della chiesa sopravvissuta nello Zambia, datata 1895, vicino a Mpulungu sopra il Lago Tanganica.
- Nkala Old Boma - costruito nel 1901, accampamento della polizia fortificata, sulla parte superiore, nella parte esterna, della collina di Kapilika Nakalomwe nel Kafue National Park.
- Cimitero Old Drift - Livingstone, il primo stabilimento coloniale datato 1890, vicino ad un buon punto di incrocio del fiume, il relativo cimitero è nella sezione del parco di Mosi-oa-Tunya National Park.
- Vecchia Casa del Governo - Livingstone, la residenza principale del Governo e del Governatore, 1907-1935 quando Livingstone era il capitale della Rhodesia Nord-Ovest  e della Rhodesia del Nord.
- Istituto Tanganyika Victoria Memorial - Mbala, Istituto tecnico costruito verso il 1905 in memoria della Regina Victoria.
- Monumento The Good News - Distretto di Mbala, commemorazione del lancio della nave a vapore The Good News, della società London Missionary, nel 1884. Sopra Lovu o fiume Lufubu a 6,4 km dal Lago Tanganica. 8°35′S 30°45′E
- Von Lettow-Vorbeck Memorial - localizzato a Nord, alla fine del ponte Chambeshi nel posto dove l'Africa Orientale Tedesca le forze hanno acconsentito un cessate il fuoco del 14 novembre 1918 con la conclusione della prima guerra mondiale.

### Monumenti dell'Indipendenza
- Casa Bwacha N. E1376 - Musuku Road, Bwacha Township, Kabwe, dove l'8 marzo 1958, Dr. K. D. Kuanda è stato eletto Presidente del Zambia African National Congress.
- Casa Chilenje N. 394 - Lusaka occupata dal Dr. K. D. Kaunda 1960-1962.
- Precedente casa di Rt Hon. Primo Ministro Robert Gabriel Mugabe di Zimbabwe a Chalimbana Teacher Training College - Lusaka.
- Casa Freedom - Freedom Way, Lusaka, dove il United National Independence Party (UNIP) manifestò nel 1962 un lancio.
- Casa Kabompo N. J11a - Kabompo Township, Kabompo, il quale Dr. K. D. Kaunda è stato limitato dalle autorità coloniali da marzo a luglio 1959.
- Casa Lubwa del Dr. Kenneth David Kaunda - Distretto di Chinsali, occupata dal 1945 dal Presidente della Repubblica dello Zambia mentre era direttore del Lubwa Upper Primary School. 10°35′S 32°01′E
- Casa Matero N. 3144 - Monze Road, Matero Township, Lusaka.
- Casa Old Chilenje N. 280 - Luwembu Street, Old Chilenje, Lusaka, il primo ufficio dello Zambia African National Congress.

### Altri monumenti storici
- Big Tree - Kabwe, un albero di fico con un'ampienzza di 50 m dal lato orientale di Broadway, il quale viene usato come punto d'incontro in molte occasioni durante i primi anni della storia della borgata. Visibile con Google Earth. 26°37.8′S 26°32′E
- Chichele Mofu Tree − un grande albero di mogano di Mofu nella foresta del Chichele National a 13 km ad ovest di Ndola.
- Dag Hammerskjold Memorial - dove è stato ucciso in un arresto sopra un aereo il Segretario Generale degli Stati Uniti il 18 settembre 1961, in Ndola West Forest Reserve a circa 11 km ad ovest di Ndola. 58°32′S 31°13′E
- Football Heroes Burial Site, Independence Stadium - Lusaka, dove 30 vittime nel 1993 del disastro aereo della Gabon Air, sono sepolti, compreso 18 membri della squadra nazionale di calcio dello Zambia.
- Ntembwe of Mwase Lundazi — una fossa irregolare che era un villaggio di BaKafula fino a l1850, in Lundazi. 12°24′S 33°22′E
- Old National Assembly - Lusaka: conosciuto anche come l'Old Secretariat e Legco, nell'Independence Avenue, Lusaka. Costruito nel 1932 e luogo degli eventi legislativi storici importanti della storia dello Zambia durante i tempi post-indipendenza e coloniali.
- Slave Tree - Ndola, un grande albero di fico in Moffat Avenue e Livingstone Road, dove gli schiavi sono comprato stati e venduti dai commercianti dagli Swahili.

### Monumenti industriali
- Collier Monument — il prospettore William Collier che nel 1902 scoprì la miniera di rame a Roan Antelope Mine a Luanshya.
- Lusaka Thermal Power Station, Great East Road, Lusaka.
- Moir And Bell Monument - Mufulira Copper Mines, dove il prospettore, J. Moir and G. Bell, scoprì la miniera di rame nel 1923.
- Zambezi Sawmills (Mulobezi) Railway Locomotive Sheds a Livingstone — 1920, ora luogo del Livingstone Railway Museum.

### Monumenti naturali
- Lunsemfwa Wonder Gorge and Bell Point - Distretto di Mkushi alla confluenza del Lunsemfwa e il fiume Mkushi. 14°39′S 29°07′E
- Chipoma Falls sopra il fiume Chimanabuwi, a 24 km Sud-Ovest di Chinsali. 10°46′S 32°01′E
- Chirundu Fossil Forest — 50,000 anni, vecchi alberi fossili, a 21 km Ovest di Chirundu. 16°02′S 28°40′E
- Chisimba Falls sopra il fiume Luombe, a 7.2 km vicino alla Chilubula Mission nel Distretto Kasama.
- Hippo Pool, Chingola sopra il fiume Kafue.
- Cascate Kalambo - Distretto Mbala, luogo archeologico dell'habitat umano (Tanzania.
- Cascate Kundabwika del fiume Kalungwishi nel Distretto Kaputa. 9°13′S 29°19′E
- Cascate Kundalila del fiume Kaombe, a 12.8 km Sud-Est di Kanona nel Distretto Serenje.
- Lago Chirengwa, a 14 km Est di Ndola. 12°58′S 28°45′E
- Lago Kashiba, a Sud-Ovest di Luanshya. 13°27′S 27°56′E
- Cascate Lumangwe, del fiume Kalungwishi fra Mporokoso e il Distretto Kawambwa. 9°32′S 29°23′E
- Cascate Ntumbachushi del fiume Ngona, Distretto Kawambwa. 9°52′S 28°58′E
- Zambesi - Distretto Mwinilunga, sorgente del fiume di Zambesi e una riserva botanica facente parte Zambezi Source National Forest.

## Lista di altri luoghi storici
Questi non sono monumenti nazionali dichiarati ma sono probabilmente sulla più grande lista dei luoghi storici della NHCC. È una lista informale ed incompleta dei luoghi. Aggiungete per piacere (con i riferimenti se possibile) anche se siete incerti della loro condizione di NHCC.

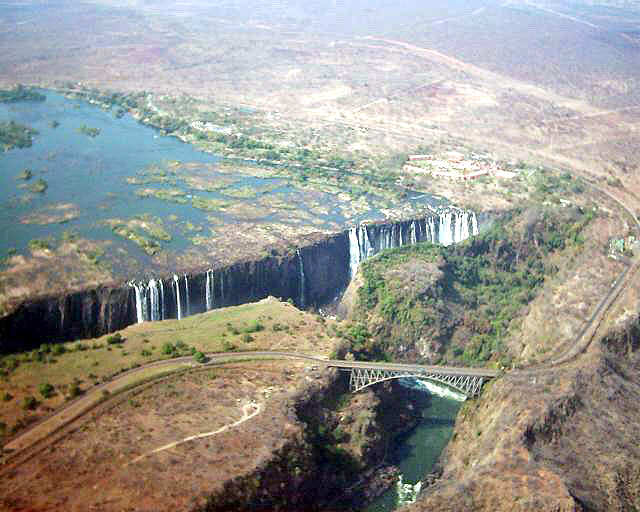
Victoria Falls Bridge

- Chilubula Mission - Kayembi, la prima missione del White Fathers nel territorio costruito nel 1895 vicino a Father Joseph Dupont, conosciuto come 'Moto Moto', caratterizza una grande chiesa e le costruzioni ben-conservate.
- Ponte Otto Beit - Chirundu, del 1939, il primo ponte moderno sospeso con i cavi paralleli e costruito fuori dagli USA (con accordi con lo Zimbabwe).
- High Court - Livingstone, costruito nel 1910 in coincidenza alla visita del duca e della duchessa di Connaught
- Broken Hill Mine - Kabwe, una delle prime miniere dentro lo Zambia (1906) e luogo del Broken Hill Man, ritrovamento fossile commemorato da un monumento agli uffici comunali.
- Kilwa Island, Lago Mweru — Luogo del XIX secolo.
- Lwimbe Petroglyphs — a circa 15 km Ovest di Kasama.
- Girls Boarding School - Mbereshi, del 1915, prima scuola di ragazze africane nel paese, ora casa di missione.
- Mulungushi Rock - Kabwe — dal 1960, luogo dei congressi del movimento di indipendenza.
- Mumbwa, the first Copperbelt — le prime miniere di rame commerciali nello Zambia erano la miniera Sable Antelope e la miniera Hippo in Mumbwa, ora luoghi di eredità storica.
- North-Western Hotel - Livingstone, costruito nel 1909 da 'Mopane' Clarke.
- Chiesa Saint Andrews - Livingstone, costruita nel 1910-11 in memoria di David Livingstone ed ancora in uso.
- Shiwa House — 'manor house' costruita nel 1922 da Sir Stewart Gore-Browne.
- Ponte Victoria Falls - Livingstone, del 1905, primo ponte principale e prima ferrovia (con accordi con lo Zimbabwe).